# Georg von Hauberrisser

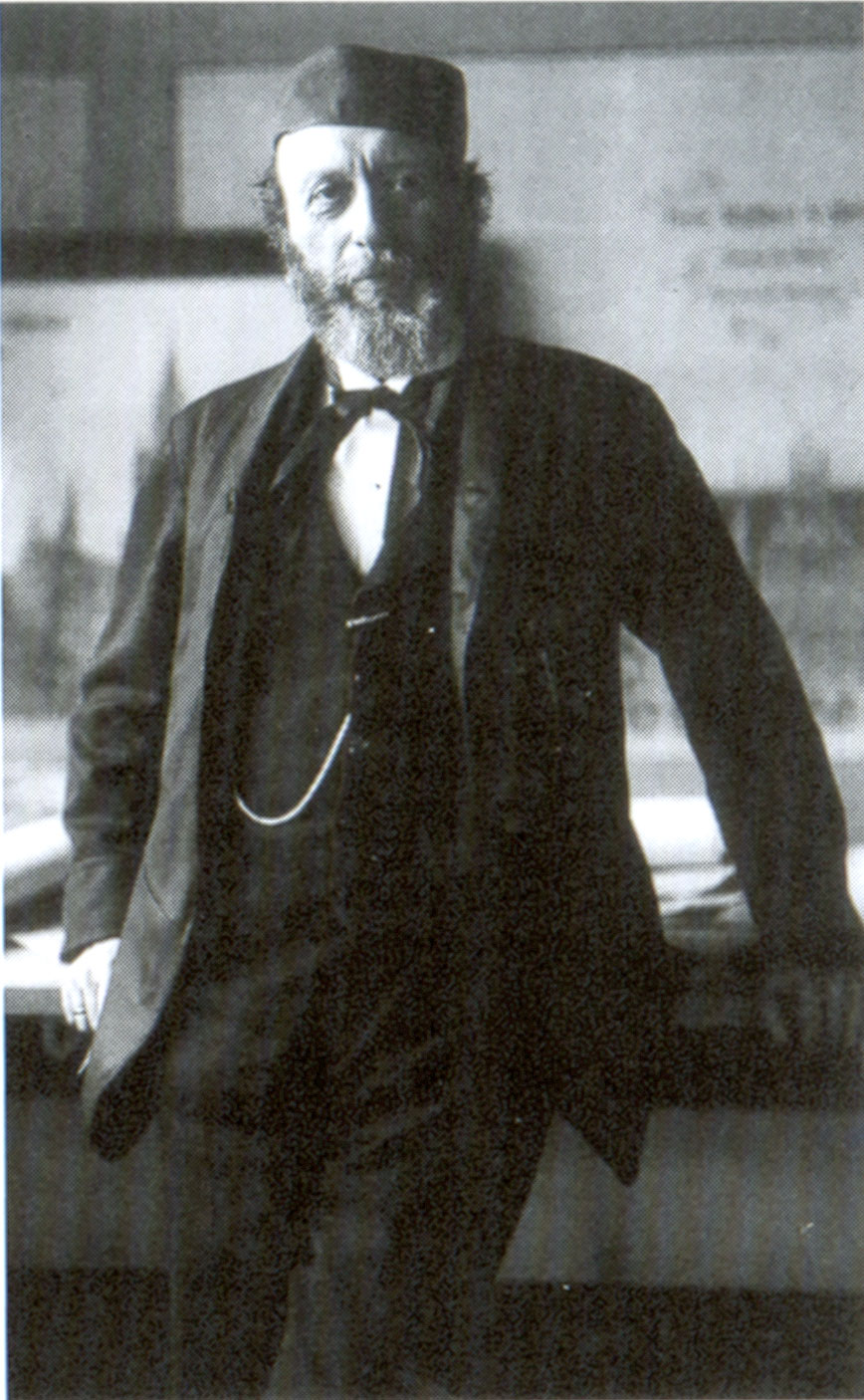
Georg Ritter von Hauberrisser (um 1900)

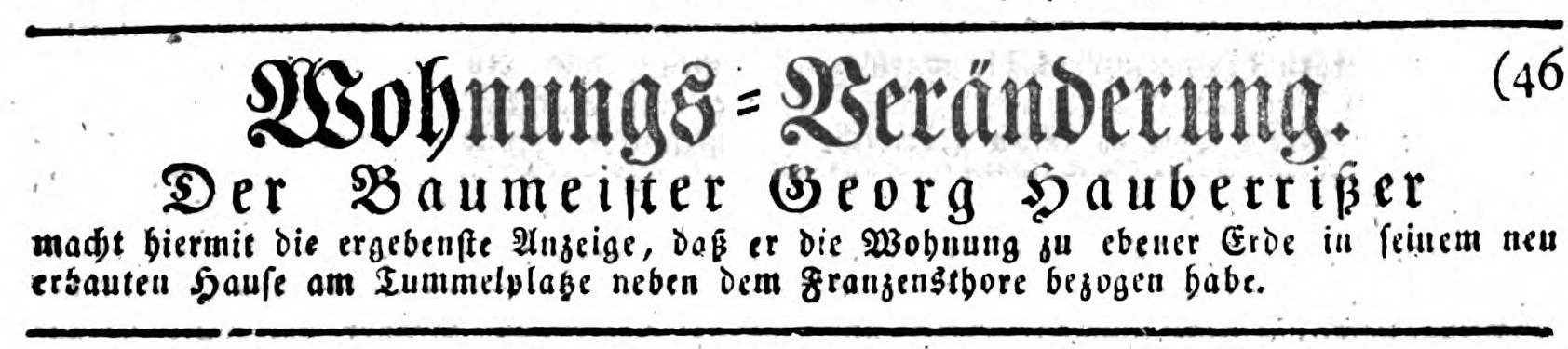
Anzeige von Georg Hauberrisser sen., die den Umzug an den Tummelplatz belegt

Georg Joseph Hauberrisser, ab 1901 Ritter von Hauberrisser, (* 19. März 1841 in Graz; † 17. Mai 1922 in München) war ein deutsch-österreichischer Architekt.

## Leben
Seine Vorfahren sind im 15. Jahrhundert in Assmannshausen im Rheingau-Taunus-Kreis als damals Adelige nachweisbar. Sein Vater Georg Hauberrisser sen. (1781–1875) stammte aus Erbach im Rheingau und war Baumeister. Seine Mutter Juliane, geborene Röckenzaun (1815–1889), die dritte Ehefrau seines Vaters (Eheschließung 1838) und Tochter eines Schlossermeisters, stammte aus dem steirischen Mureck und soll Vorfahren aus Mecklenburg gehabt haben. Der Vater bezog im Mai 1838 sein in Graz am Tummelplatz neben dem Franzenstor neu erbautes Haus. Hauberrisser studierte zunächst Technik am Joanneum in Graz und wurde 1861 Mitglied des Corps Joannea.
1862 zog er nach München, um Architektur bei Gottfried von Neureuther, Georg Friedrich Ziebland und Ludwig Lange zu studieren. In Berlin waren seine Lehrer Johann Heinrich Strack und Karl Bötticher, in Wien schließlich Friedrich von Schmidt, der ihn im Sinne der Neugotik beeinflusste.
Hauberrisser ließ sich 1866 als Architekt in München nieder, wo er ab 1867 als sein bedeutendstes Werk das neugotische Neue Münchner Rathaus erbaute. Weitere bedeutende Werke sind das Neue Rathaus von Kaufbeuren (1879–1881), das Neue Rathaus von Wiesbaden (1883–1887) sowie das Rathaus im damals noch selbständigen St. Johann, heute Saarbrücken, (1897–1900). Von 1887 bis 1890 erbaute er die Villa Holdereggen in Lindau im Bodensee für den Unternehmer Hermann Näher. Sakrale Bauten von Hauberrisser sind die neugotische Herz-Jesu-Kirche in seiner Heimatstadt Graz (1881–1891) und die neugotische Kirche St. Paul in München (1892–1906). Ebenfalls in historisierenden Formen gestaltete er für den Deutschen Orden die Burg Bouzov in Mähren um.
1893 war Hauberrisser in die Abteilung Kunst des Maximiliansordens für Wissenschaft und Kunst aufgenommen worden. 1901 wurde Hauberrisser durch Prinzregent Luitpold von Bayern mit dem Ritterkreuz des Verdienstordens der Bayerischen Krone beliehen. Damit verbunden war die Erhebung in den persönlichen Adelsstand und er durfte sich nach der Eintragung in die Adelsmatrikel Ritter von Hauberrisser nennen. Er war außerdem seit 1910 Inhaber des Verdienstordens vom Heiligen Michael II. Klasse.
Hauberrisser hatte mit seiner Frau Maria, geborene Wessely, die er am 1. Januar 1868 geheiratet hatte, sechs Kinder: Georg (1869–1925), Fotochemiker, und Heinrich (1872–1945, Architekt in Regensburg); der dritte Sohn Edwin (1882–1964) wurde Hochschullehrer für Zahnheilkunde in Göttingen. Über ihre drei Töchter ist wenig überliefert.

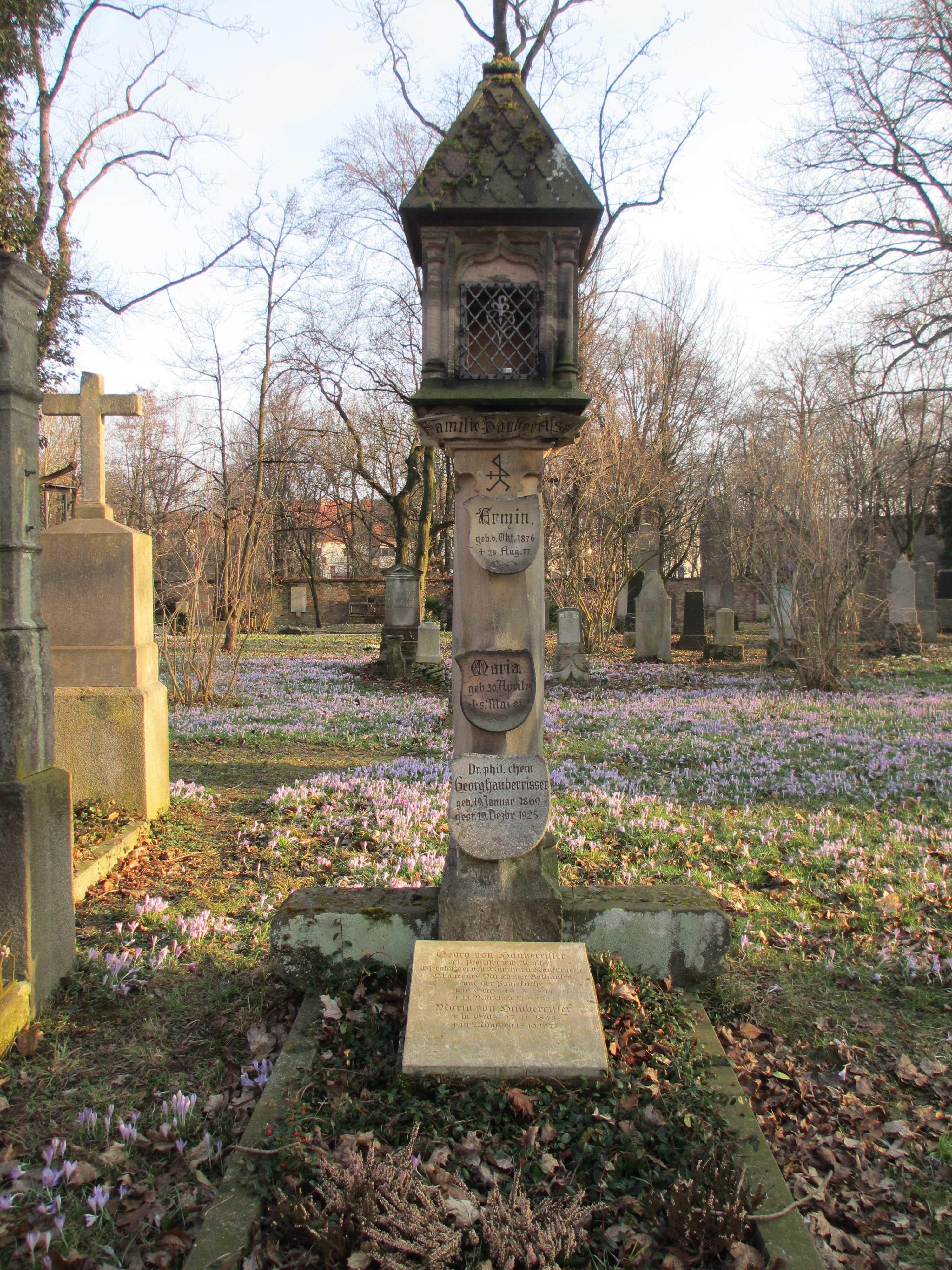
Grab von Georg Hauberrisser auf dem Alten Südlichen Friedhof in München

## Grabstätte
Georg Hauberrisser starb im Alter von 81 Jahren. Die Grabstätte der Familie Hauberrisser befindet sich auf dem Alten Südlichen Friedhof in München (Gräberfeld 21 – Reihe 1 – Platz 7–8) Standort. In dem Grab liegt auch Hauberrissers Frau Maria von Hauberrisser geb. Wessely (* 27. November 1848 in Graz/Steiermark; † 15. Oktober 1922 in München).

## Nachlass
Sein Nachlass ist sehr spärlich: Zum einen wurde das Haus in der Schwanthalerstraße in München durch Kriegseinwirkung schwer beschädigt, zum andern wurde das Wohnhaus seines Sohnes, Heinrich Hauberrisser, in der Württembergstraße in Regensburg von US-amerikanischen Soldaten der Besatzungsmacht beschlagnahmt. Es gingen daher Aufzeichnungen und viele Nachlassgegenstände, die der Sohn in seiner Villa bewahrte, unwiederbringlich verloren.

## Auszeichnungen
- Dr. techn. h. c. der Technischen Hochschule Graz (1911)
- Ehrenmitglied der Kunstakademie München (1874)[10]
- Königlicher Professor der Kunstakademie München (1876)
- Goldene Medaille in München (1871)
- Medaille für Kunst der Weltausstellung 1873 in Wien[11]
- Kleine Goldmedaille auf der Großen Berliner Kunstausstellung (1895)
- Orden der Eisernen Krone III. Klasse
- Preußischer Kronenorden III. Klasse

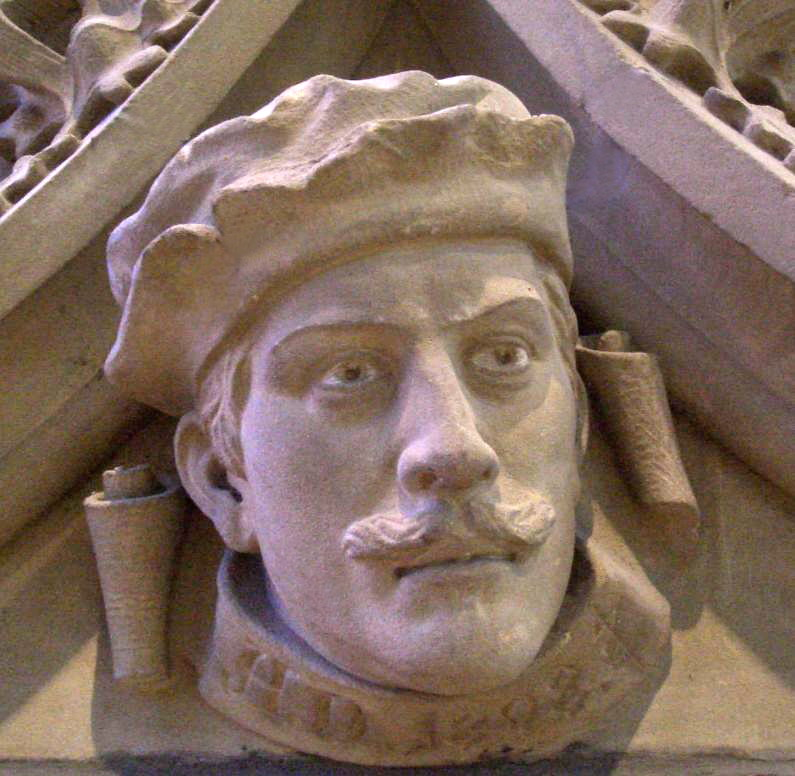
Hauberrisser-Büste in St. Paul

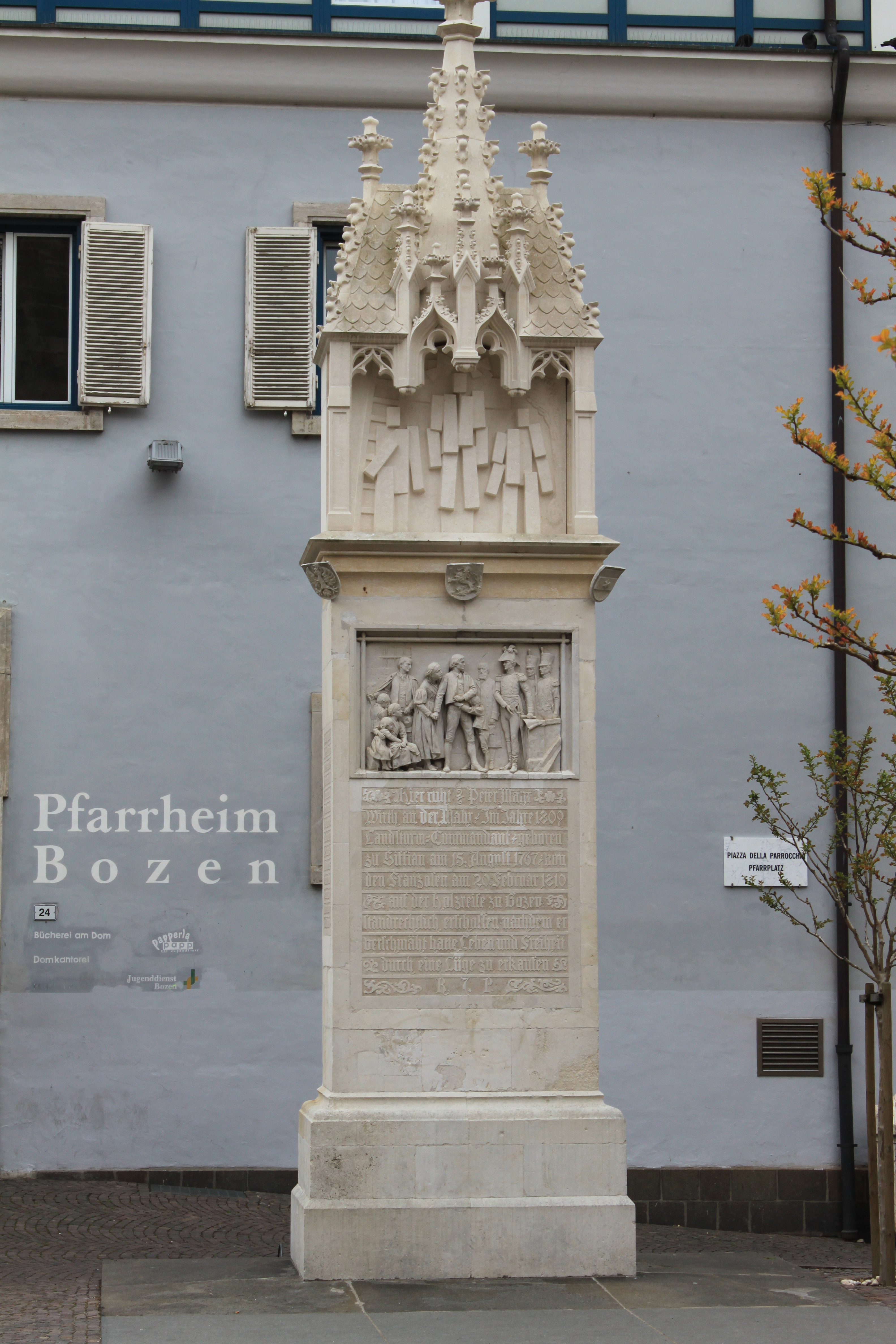
Nach einem Entwurf Hauberrissers gestaltetes Peter-Mayr-Denkmal am Pfarrplatz in Bozen

- Ehrenbürger von München (1919)
- Ehrenbürger von Kaufbeuren

## Bauten (Auswahl)

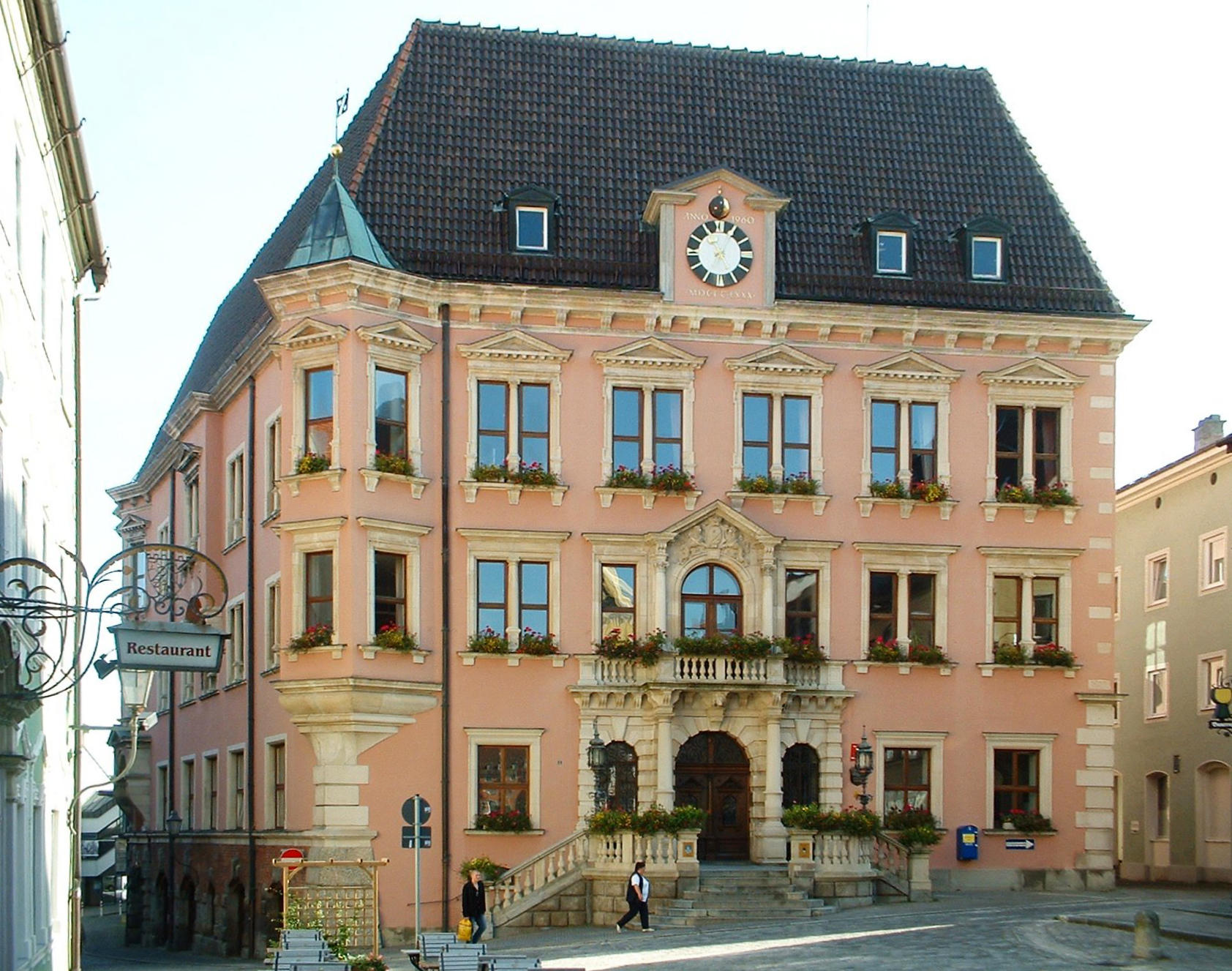
Rathaus Kaufbeuren
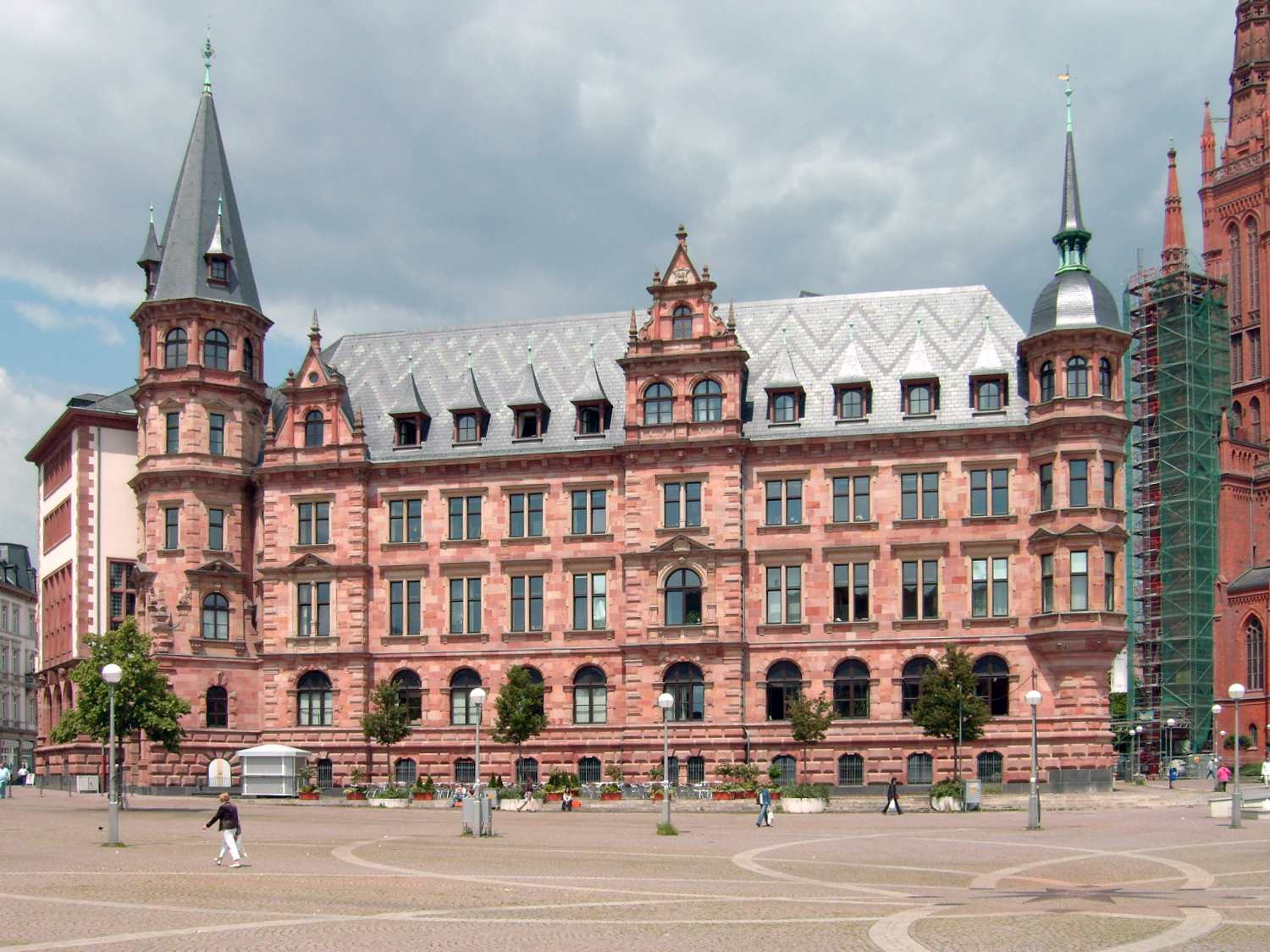
Neues Rathaus in Wiesbaden
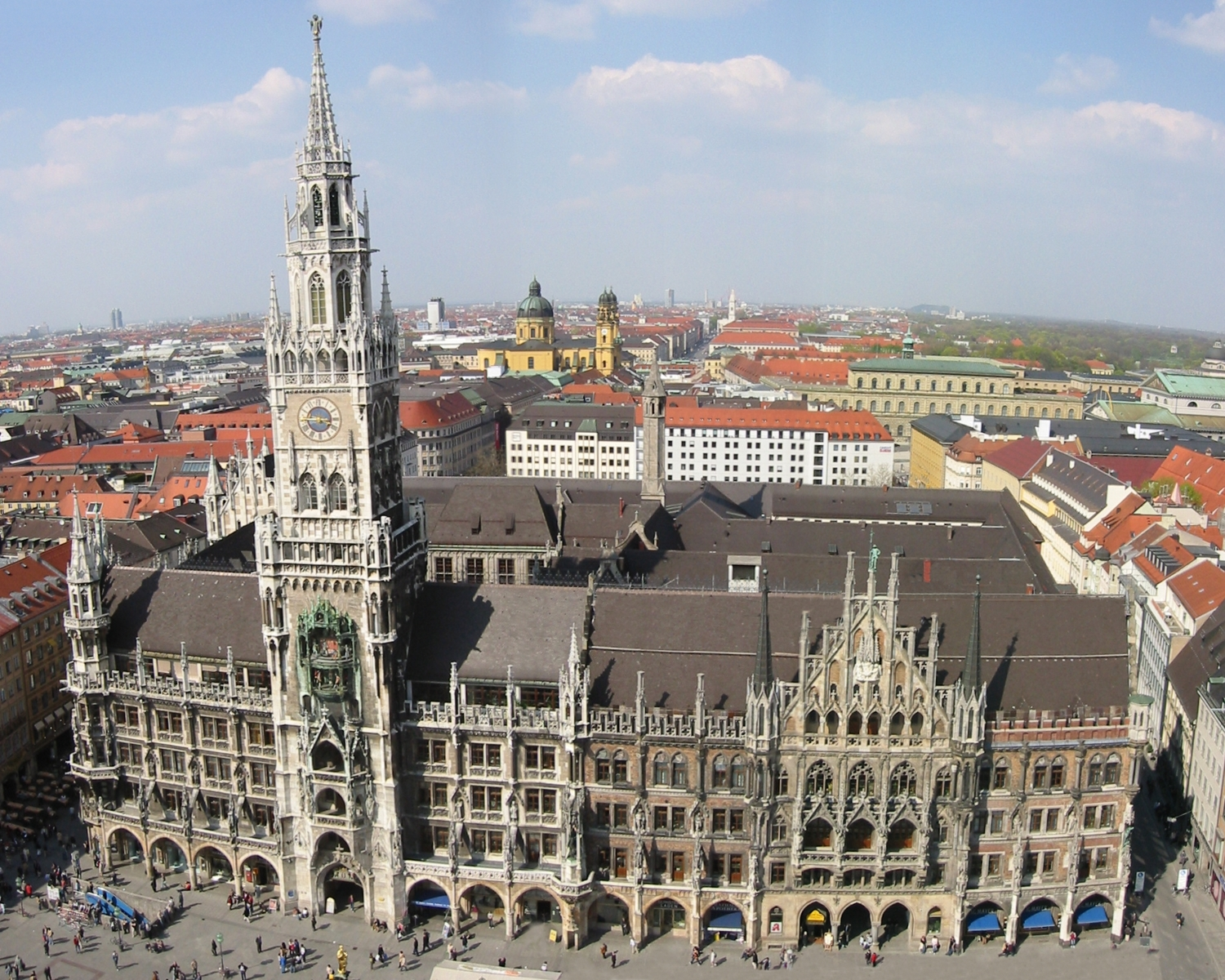
Neues Rathaus in München
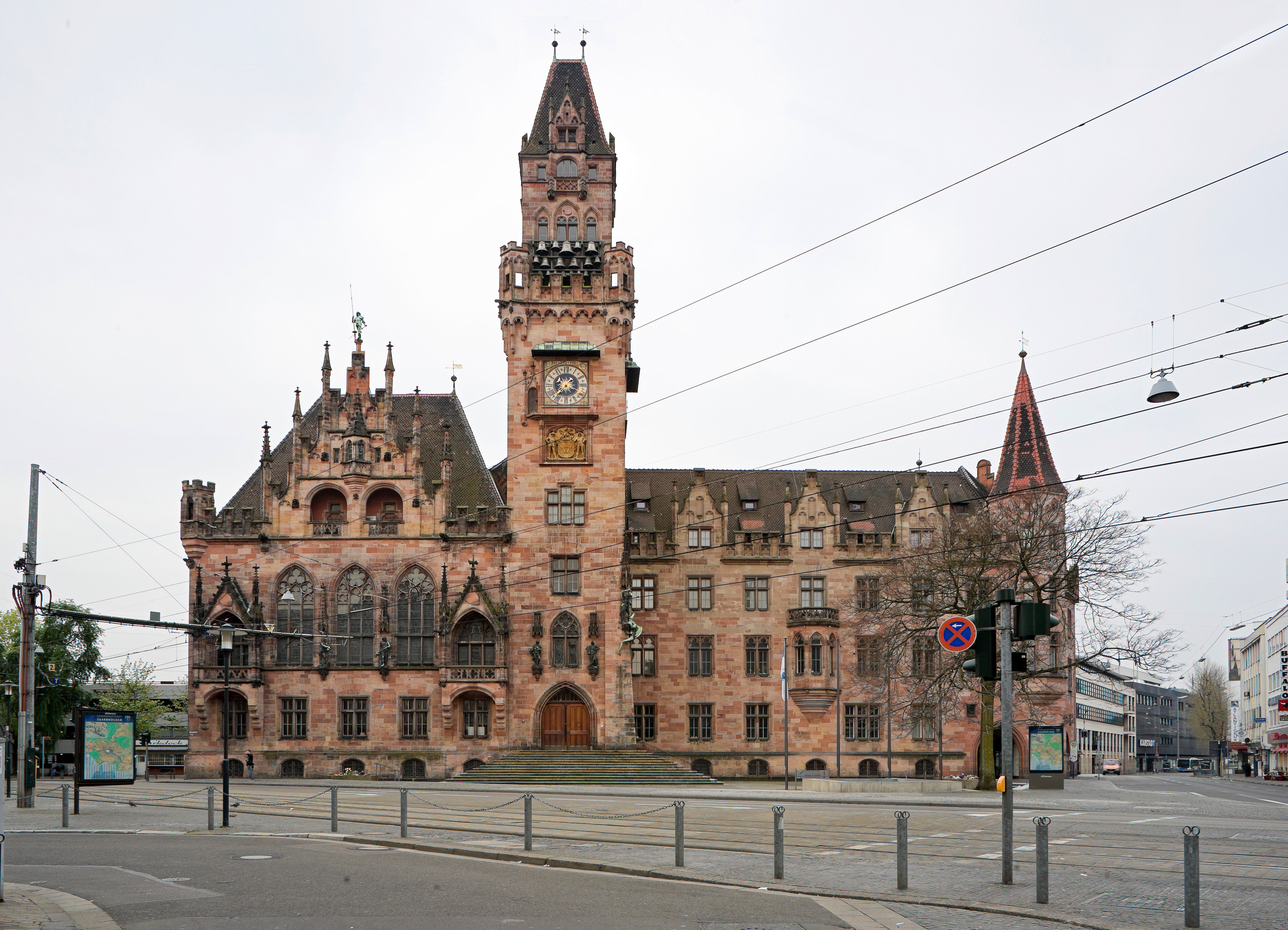
Saarbrücker Rathaus St. Johann
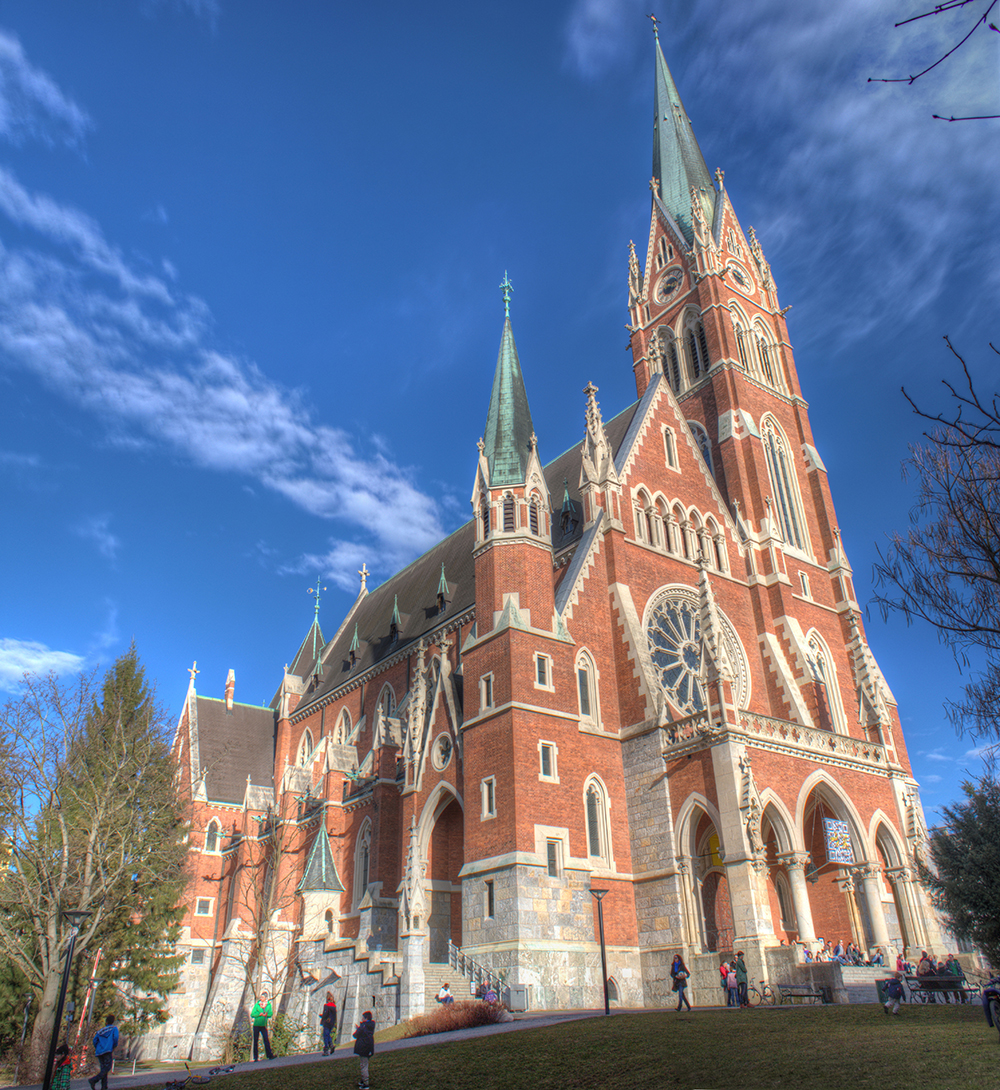
Herz-Jesu-Kirche in Graz
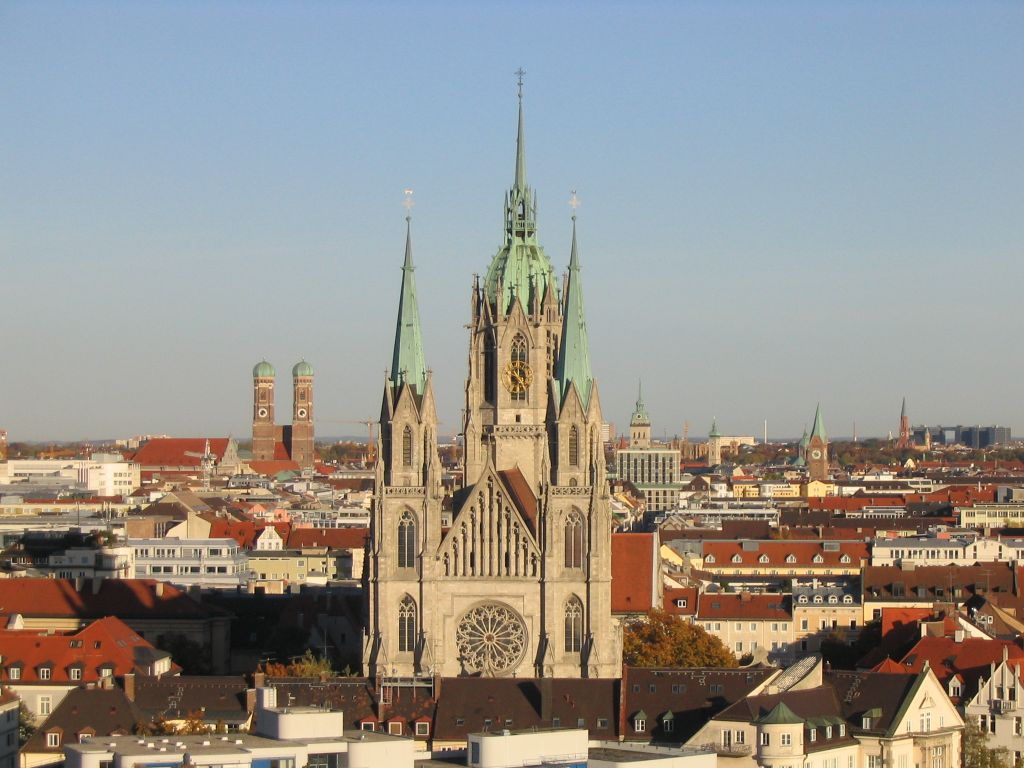
Paulskirche in München
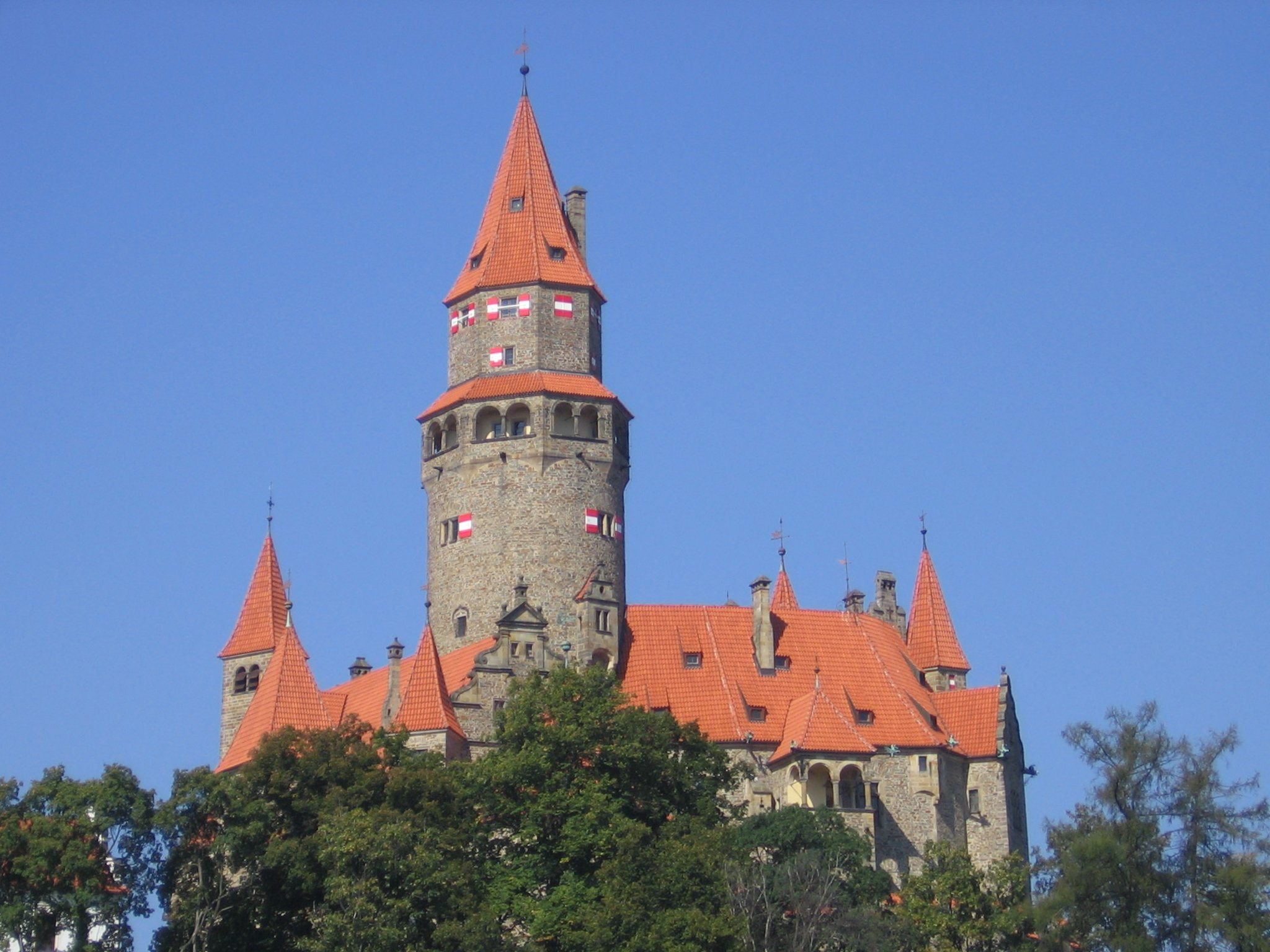
Burg Bouzov
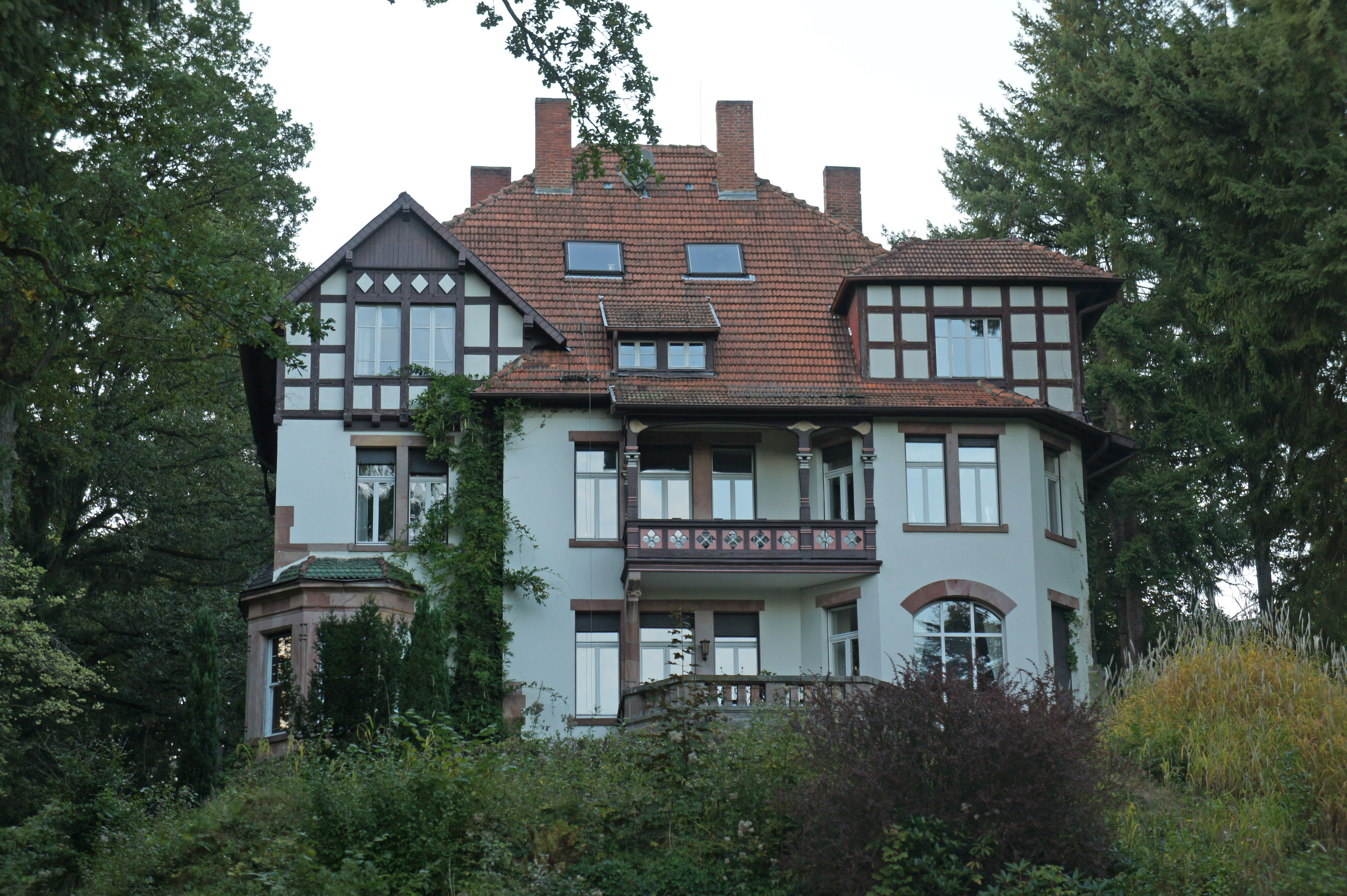
Gut Junkerwald am Weiher in Niederwürzbach
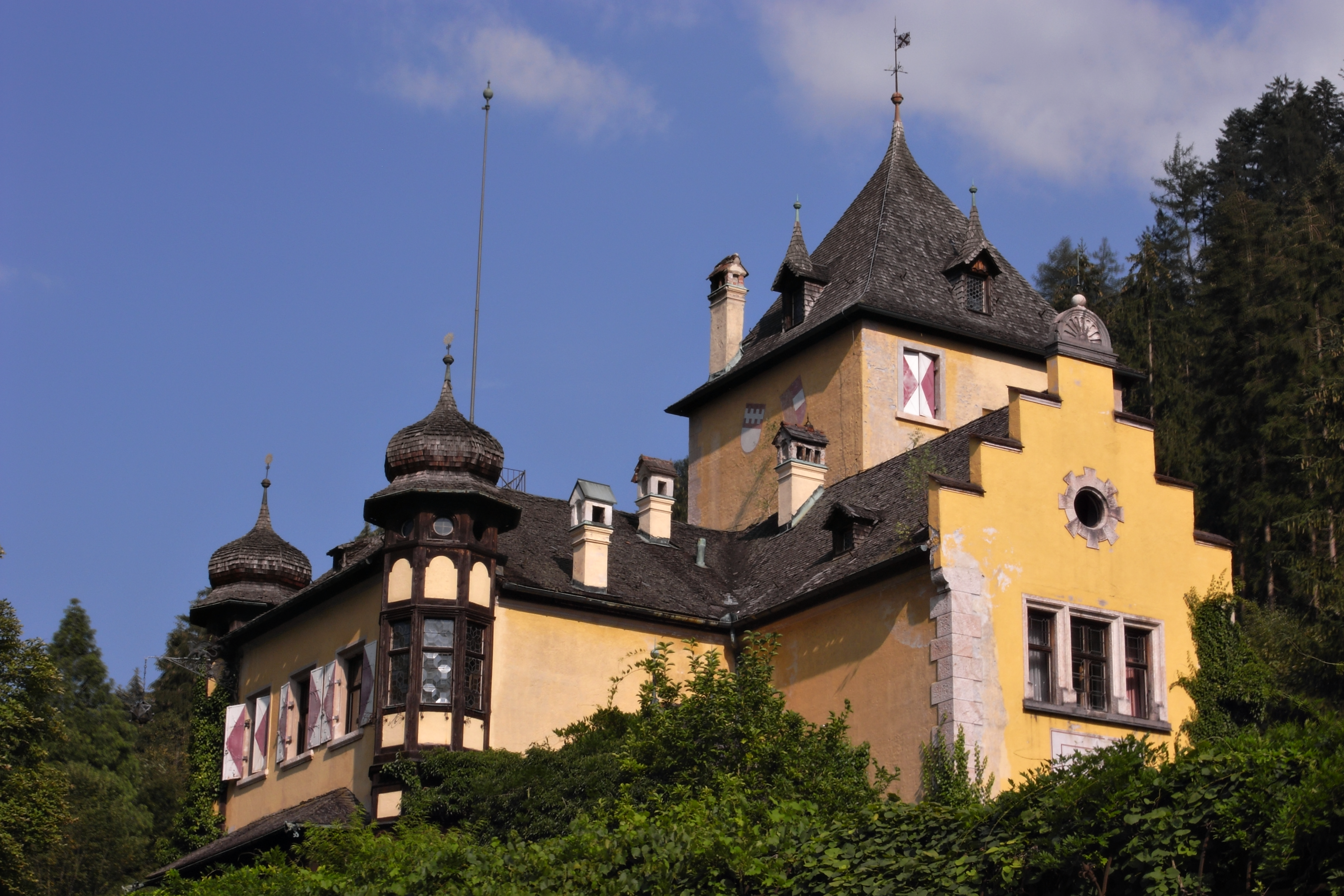
Schloss Neumatzen (Lipperheide) in Münster (Tirol)
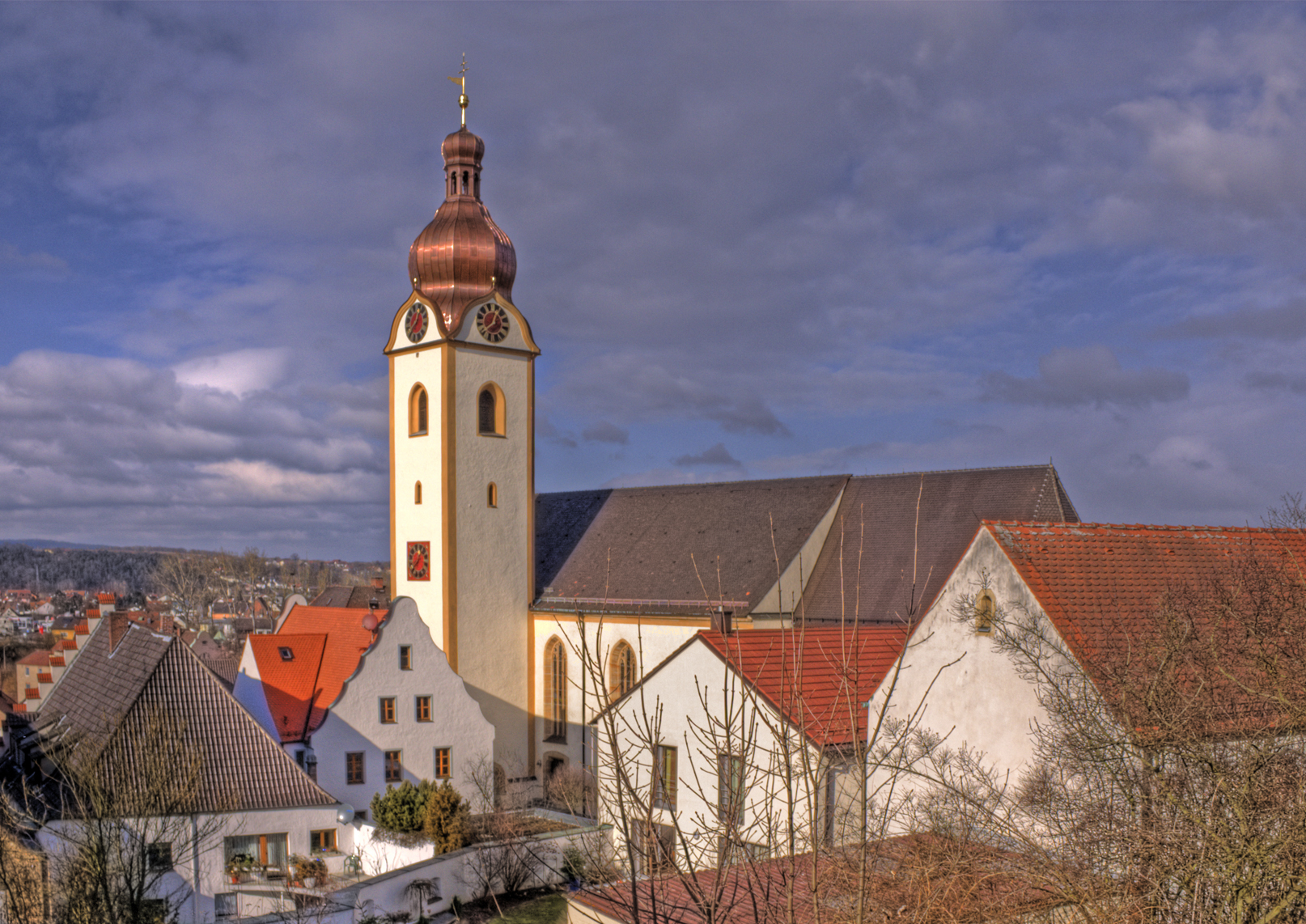
Kirchturm von St. Jakob in Schwandorf

- 1881–1887: Herz-Jesu-Kirche in Graz, die Bauleitung hatte Architekt Robert Mikovics
- 1913 wurde der Kirchturm St. Jakob in Schwandorf neu gestaltet.